# Корнєєнко Борис Іванович
Борис Іванович Корнєєнко (18 листопада 1935) — український дипломат. Надзвичайний та Повноважний Посол України.

## Біографія
Народився 18 листопада 1935 року. Закінчив Інститут східних мов при Московському університеті ім. Ломоносова (1960). З 1960 по 1963 — перекладач групи радянських спеціалістів у Республіці Індія.
З 1963 по 1975 — працює в Міністерстві закордонних справ УРСР.
З 1975 по 1979 — 1-й секретар Постійного Представництва УРСР при ООН.
З 1979 по 1983 — начальник відділу міжнародних організацій МЗС УРСР.
З 1983 по 1986 — заступник Постійного представника УРСР при ООН.
З 1986 по 1991 — заступник начальника відділу по резерву МЗС УРСР.
З 1991 по 1992 — начальник відділу двосторонніх зв'язків і регіонального співробітництва, начальник Управління двосторонніх відносин МЗС України.
З 19.02.1993 по 13.09.1997 — Надзвичайний та Повноважний Посол України в Греції.
З 09.1997 — консультант МЗС України.